# Anita Garvin
Anita Garvin (* 11. Februar 1906 in New York City, New York; † 7. Juli 1994 in  Los Angeles, Kalifornien) war eine US-amerikanische Schauspielerin.

## Leben
Anita Garvin wurde in New York City geboren, sie hatte irische und indianische Vorfahren. Als sie sechs Jahre alt war, starb ihr Vater bei einem Unfall. Bereits als Jugendliche zog sie nach Kalifornien, zuvor hatte sie bereits erste Theater- und Showerfahrungen bei den Ziegfeld Girls gesammelt. Ab 1924 stand die schwarzhaarige Darstellerin für die Kurzfilm-Komödien der Christie Film Company vor der Kamera. 1926 wechselte sie zu den Hal Roach Studios und war dort unter anderem neben den Komödianten Charley Chase, James Finlayson und Max Davidson zu sehen. Von Garvins rund 90 Filmen blieben insbesondere ihre insgesamt elf Auftritte in Laurel-und-Hardy-Filmen in Erinnerung. Oftmals wurde sie als attraktiver, aber leicht reizbarer Gegenpart zum Komikerduo eingesetzt, unter anderem als dominante Ehefrau. So schießt sie etwa in den Filmen Why Girls Love Sailors (1927) und Angeheitert (1931) am Ende des Filmes jeweils mit einer Flinte hinterher.
Den Wechsel zum Tonfilm Ende der 1920er-Jahre schaffte Garvin problemlos. 1930 heiratete sie den Schauspieler Red Stanley (1900–1980), mit welchem sie bis zu seinem Tod am 18. April 1980 verheiratet blieb. Sie hatten zwei Kinder. Zuvor war sie bereits mit dem Filmschauspieler und späteren Produzenten Clem Beauchamp (1898–1992) verheiratet gewesen. Nach der Heirat mit Stanley zog sie sich in den 1930er-Jahren zunehmend aus dem Schauspielgeschäft zurück und drehte weniger Filme. Ihre letzte Rolle hatte sie 1940 als Fischkundin im Three-Stooges-Kurzfilm Cookoo Cavaliers. Mit ihrem Ehemann führte sie ebenfalls zeitweise ein Restaurant namens The Momtmarte. 1994 verstarb Garvin im Alter von 88 Jahren in Los Angeles.

## Filmografie (Auswahl)
- 1924: Bright Lights (Kurzfilm)
- 1924: Die Welt ohne Männer (The Last Man on Earth)
- 1925: A Dangerous Peach (Kurzfilm)
- 1925: In the Grease (Kurzfilm)
- 1925: The Sleuth (Kurzfilm)
- 1925: Book Bozo (Kurzfilm)
- 1925: Sweet and Pretty (Kurzfilm)
- 1925: A Taxi War (Kurzfilm)
- 1925: Fair But Foolish (Kurzfilm)
- 1925: My Swedie (Kurzfilm)
- 1926: For Sadie’s Sake (Kurzfilm)
- 1926: Going Crazy (Kurzfilm)
- 1926: Creeps (Kurzfilm)
- 1926: Nothing Matters (Kurzfilm)
- 1926: Move Along (Kurzfilm)
- 1926: Kiss Papa (Kurzfilm)
- 1926: Should Husbands Pay? (Kurzfilm)
- 1926: The Humdinger (Kurzfilm)
- 1926: Raggedy Rose
- 1926: Close Shaves (Kurzfilm)
- 1926: Die Höschen des Fräulein Anette (Bertha, the Sewing Machine Girl)
- 1927: Hut ab! (Hats Off!)
- 1927: The Motor Boat Demon (Kurzfilm)
- 1927: Many Scrappy Returns (Kurzfilm)
- 1927: Two – Time Mama (Kurzfilm)
- 1927: Upstream
- 1927: Wedding Yells (Kurzfilm)
- 1927: Forgotten Sweeties (Kurzfilm)
- 1927: Baby Brother
- 1927: Laurel und Hardy: Why Girls Love Sailors (Kurzfilm)
- 1927: Suite Home (Kurzfilm)
- 1927: Laurel und Hardy: With Love And Hisses (Kurzfilm)
- 1927: Live News (Kurzfilm)
- 1927: Die Dame mit den langen Fingern (Sailors, Beware!, Kurzfilm)
- 1927: The Lighter That Failed (Kurzfilm)
- 1927: The Old Wallop (Kurzfilm, verschollen)
- 1927: Laurel und Hardy: Hut ab (Hats Off, Kurzfilm)
- 1927: Brunettes Prefer Gentlemen (Kurzfilm)
- 1927: Assistant Wives (Kurzfilm)
- 1927: Never the Dames Shall Meet (Kurzfilm)
- 1927: Laurel und Hardy: Alles in Schlagsahne (The Battle of the Century, Kurzfilm)
- 1928: Always a Gentleman (Kurzfilm)
- 1928: Laurel und Hardy: Von der Suppe zum Dessert (From Soup to Nuts, Kurzfilm)
- 1928: Laurel und Hardy: Their Purple Moment
- 1928: The Play Girl
- 1928: Fandango
- 1928: Ihre Sternstunde (Their Purple Moment, Kurzfilm)
- 1928: Roaming Romeo (Kurzfilm)
- 1928: Imagine My Embarrassment (Kurzfilm)
- 1928: Night Watch
- 1928: That Night (Kurzfilm)
- 1928: Feed’em and Weep (Kurzfilm)
- 1929: Going Ga-Ga (Kurzfilm)
- 1929: A Pair of Tights (Kurzfilm)
- 1929: Off to Buffalo (Kurzfilm)
- 1929: Trent’s Last Case
- 1929: The Charlatan
- 1929: Movie Night (Kurzfilm)
- 1929: On with the Show! (Kurzfilm)
- 1929: All Steamed Up
- 1929: Modern Love
- 1929: Unsichtbare Fesseln (The Single Standard)
- 1929: Moderne Mädchen (Our Modern Maidens)
- 1929: Hunting the Hunter (Kurzfilm)
- 1929: Stepping Out (Kurzfilm)
- 1929: Red Hot Rhythm
- 1929: Dynamit
- 1929: Cilly
- 1930: Laurel und Hardy: Angeheitert (Blotto, Kurzfilm)
- 1930: The Big Jewel Case (Kurzfilm)
- 1930: Zum Nachtisch flotte Damen (Whispering Whoopee, Kurzfilm)
- 1930: Trouble for Two (Kurzfilm)
- 1930: Night Work
- 1931: Laurel und Hardy: Dick und Doof und die Herrenpartie (Be Big!, Kurzfilm)
- 1931: Laurel und Hardy: Los calaveras
- 1931: Murder at Midnight
- 1932: The Hollywood Handicap (Kurzfilm)
- 1932: Show Business (Kurzfilm)
- 1932: Yoo-Hoo (Kurzfilm)
- 1932: The Millionaire Cat (Kurzfilm)
- 1932: Laurel und Hardy: Les carottiers
- 1933: Asleep in the Feet (Kurzfilm)
- 1933: His Silent Racket (Kurzfilm)
- 1933: Elmer Steps Out (Kurzfilm)
- 1934: Merry Wives of Reno
- 1934: I Am a Thief
- 1936: While the Cat’s Away (Kurzfilm)
- 1936: Sleepless Hollow (Kurzfilm)
- 1937: Topper – Das blonde Gespenst (Topper)
- 1938: Laurel und Hardy als Salontiroler (Swiss Miss)
- 1939: Homer Boner (Kurzfilm)
- 1939: Now It Can Be Sold (Kurzfilm)
- 1939: Truth Aches (Kurzfilm)
- 1940: Laurel und Hardy – In Oxford (A Chump At Oxford)
- 1940: Bested by a Beard (Kurzfilm)
- 1940: Sunk by the Census (Kurzfilm)
- 1940: He Asked for It (Kurzfilm)
- 1940: Cookoo Cavaliers (Kurzfilm)